# 小野八幡神社
小野八幡神社（おのはちまんじんじゃ）は、兵庫県神戸市中央区に鎮座する。

## 祭神
- 応神天皇

## 由緒
仁和3年(887年)秋、平安時代の創祀。 
寛平年間(889～)、神前の七草を宮中に献上。源平合戦後、源頼朝はこの地に河原太郎、次郎兄弟の功を賞し、報恩寺を建て当神社を寺の鎮守とした。江戸時代、讃岐高松城主、松平頼常は、参勤交代の折道中安全を祈願し、成就しその霊験のあった故事が広く知られる。現在は自動車をはじめとする交通安全厄除祈願が有名で信仰を集めている。 
境内には白玉国高稲荷神社・巳神社・金刀比羅神社という末社があり特に巳神社は白龍さんが祀られている。この白蛇は人と人との出会いを叶えてくれると信仰されている。

## 末社
3社
白玉国高稲荷神社・巳神社・金刀比羅神社

## 交通機関
- JR三ノ宮駅より南南東へ250m徒歩5分